# صموئيل تي دوجلاس
صموئيل تي دوجلاس (بالإنجليزية: Samuel T Douglass)‏ هو قاضي ومحامي أمريكي، ولد في 14 فبراير 1814، وتوفي في 5 مارس 1898.